# Moderkorset

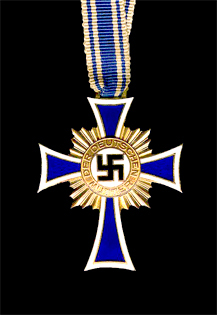
Moderkorset av första klassen i guld.

Moderkorset (tyska Mutterkreuz, Ehrenkreuz der Deutschen Mutter) var ett tyskt förtjänsttecken, som instiftades av Adolf Hitler den 16 december 1938. Förtjänsttecknet, som officiellt benämndes "De tyska mödrarnas hederskors", fanns i tre klasser. Ett kors i brons tilldelades mödrar med fyra eller fem barn, i silver till mödrar med sex eller sju barn och i guld till mödrar med åtta eller fler barn. Endast tyskblodiga och, enligt nazistisk rasteori, genetiskt sunda mödrar kunde föräras Moderkorset.